# Fotogramas de Plata 2001
La 52a cerimònia de lliurament dels Fotogramas de Plata 2001, lliurats per la revista espanyola especialitzada en cinema Fotogramas, va tenir lloc el 25 de febrer de 2002 a la discoteca Joy Eslava de Madrid. La gala fou presentada per l'actriu Anabel Alonso.

## Candidatures

### Millor pel·lícula espanyola
| Pel·lícula     | Director         | Resultat   |
| -------------- | ---------------- | ---------- |
| En construcció | José Luis Guerín | Guanyadora |

### Millor pel·lícula estrangera
| Pel·lícula        | Director     | Resultat   |
| ----------------- | ------------ | ---------- |
| Desitjant estimar | Wong Kar-wai | Guanyadora |

### Millor actriu de cinema
| actriu               | Pel·lícula               | Resultat   |
| -------------------- | ------------------------ | ---------- |
| Victoria Abril       | Sin noticias de Dios     | Candidata  |
| Pilar López de Ayala | Juana la Loca            | Guanyadora |
| Paz Vega             | Lucía y el sexo Sólo mía | Candidata  |

### Millor actor de cinema
| Actor               | Pel·lícula                                           | Resultat  |
| ------------------- | ---------------------------------------------------- | --------- |
| Sergi López i Ayats | Arde, amor El cielo abierto Hombres felices Sólo mía | Guanyador |
| Tristán Ulloa       | Lucía y el sexo No ploris Germaine                   | Candidat  |
| Eduardo Noriega     | El espinazo del diablo Visionarios                   | Candidat  |

### Millor actor de televisió
| Actor                | Sèrie de televisió                                                            | Resultat  |
| -------------------- | ----------------------------------------------------------------------------- | --------- |
| Florentino Fernández | 7 vidas                                                                       | Candidat  |
| Imanol Arias         | Cuéntame cómo pasó Dime que me quieres Severo Ochoa: La conquista de un Nobel | Guanyador |
| Unax Ugalde          | Periodistas                                                                   | Candidat  |

### Millor actriu de televisió
| Actriu        | Sèrie de televisió                                        | Resultat   |
| ------------- | --------------------------------------------------------- | ---------- |
| Ana Duato     | Cuéntame cómo pasó Severo Ochoa: La conquista de un Nobel | Guanyadora |
| Anabel Alonso | 7 vidas                                                   | Candidata  |
| María Galiana | Cuéntame cómo pasó                                        | Candidata  |

### Tota una vida
| Intérprete       | Resultat  |
| ---------------- | --------- |
| Manuel Alexandre | Guanyador |

### Millor actriu de teatre
| Actriu               | Muntatge      | Resultat   |
| -------------------- | ------------- | ---------- |
| Paloma San Basilio   | My Fair Lady  | Candidata  |
| Julia Gutiérrez Caba | Madame Raquin | Candidata  |
| Concha Velasco       | Hello, Dolly! | Guanyadora |

### Millor actor de teatre
| Actor/Companyia | Muntatge                              | Resultat  |
| --------------- | ------------------------------------- | --------- |
| Pepón Nieto     | La cena de los idiotas                | Candidat  |
| Joaquim Kremel  | La jaula de las locas                 | Candidat  |
| José Sacristán  | My Fair Lady La muerte de un viajante | Guanyador |